# Polona Peharc
Polona Peharc (ur. 6 września 1963 w Tržiču) – jugosłowiańska narciarka alpejska.
Raz w karierze zdobyła punkty Pucharu Świata – 1 grudnia 1983 roku w Kranjskiej Gorze zajęła dziesiąte miejsce w slalomie. Zdobyte w ten sposób sześć punktów dało jej 73. miejsce w klasyfikacji generalnej Pucharu Świata 1983/1984.

## Osiągnięcia

### Puchar Świata

#### Miejsca w klasyfikacji generalnej
- sezon 1983/1984: 73.[3]